# Shanghaibörsen

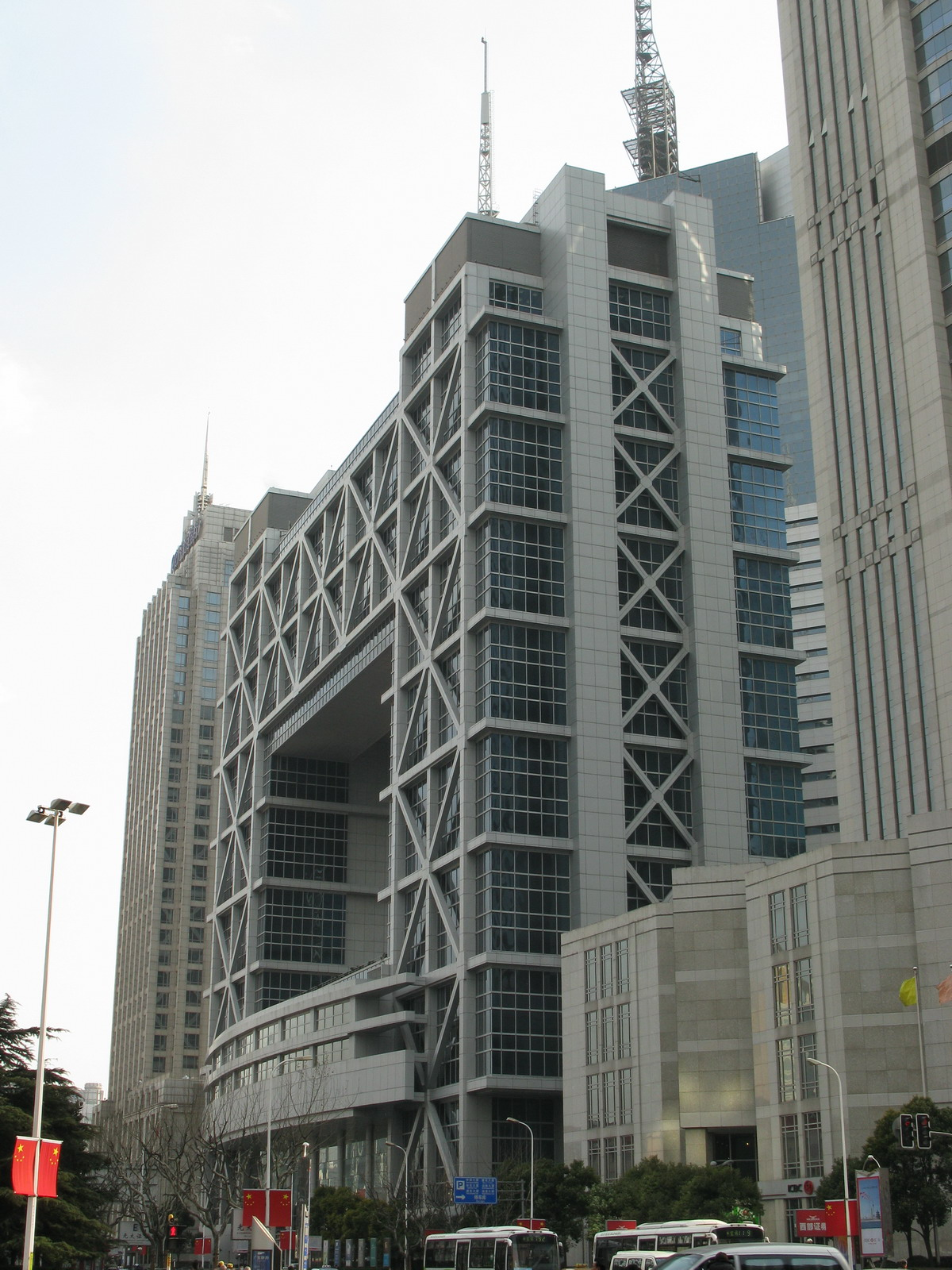
Shanghai Stock Exchange

Shanghaibörsen (förenklad kinesiska: 上海证券交易所, traditionell: 上海證券交易所, pinyin: Shànghǎi Zhèngquàn Jiāoyìsuǒ, engelska: Shanghai Stock Exchange, SSE) är en börs i Pudong-distriktet i Shanghai. Det är den största börsen i Kina, och den fjärde största i världen.